# Stazione di Assoro
La stazione di Assoro era una stazione ferroviaria posta sulla linea Dittaino-Leonforte. Serviva il centro abitato di Assoro.